# Tagelstarr
Tagelstarr (Carex appropinquata) tillhör släktet starrar och familjen halvgräs. Stråna är svagt böjda, vasst trekantiga och sträva. Bladen är 1,5 - 3 mm breda och gulgröna. Tagelstarr blir från 40 till 70 cm hög och blommar från maj till juni. Fruktgömmena är 3 - 4 mm tjocka, grön- eller mörkbruna, med tydliga nerver och fint sågad näbb utan vingkant. Tagelstarr kännetecknas av flera likadana ax, hanblomman överst och att stråna är stuvade, något som den har gemensamt med 8 andra arter. Se starrar. Bildar hybrider med vippstarr i sällsynta fall.

## Förekomst
Tagelstarr är ganska sällsynt i Norden, men kan påträffas på våt och kalkrik mark, exempelvis kalkkärr, sanka stränder, källdrag, sumplövskogar och källmyrar. Växer i stora, höga, täta tuvor. De finns smått utspridda i stora delar av Sverige, Finland, östra Norge och delar av Danmark.